# Асяновська сільська рада
Ася́новська сільська рада (рос. Асяновский сельский совет) — муніципальне утворення у складі Дюртюлинського району Башкортостану, Росія. Адміністративний центр — село Асяново.

## Населення
Населення — 1619 осіб (2019, 1840 у 2010, 2040 у 2002).

## Склад
До складу поселення входять такі населені пункти:
| Населений пункт          | Населення, осіб (2002) | Населення, осіб (2010) |
| ------------------------ | ---------------------- | ---------------------- |
| Асяново, село            | 1662                   | 1479                   |
| Верхньокаргино, присілок | 48                     | 36                     |
| Назітамак, присілок      | 144                    | 137                    |
| Нижньокаргино, село      | 186                    | 188                    |